# Dagmar Schönleber

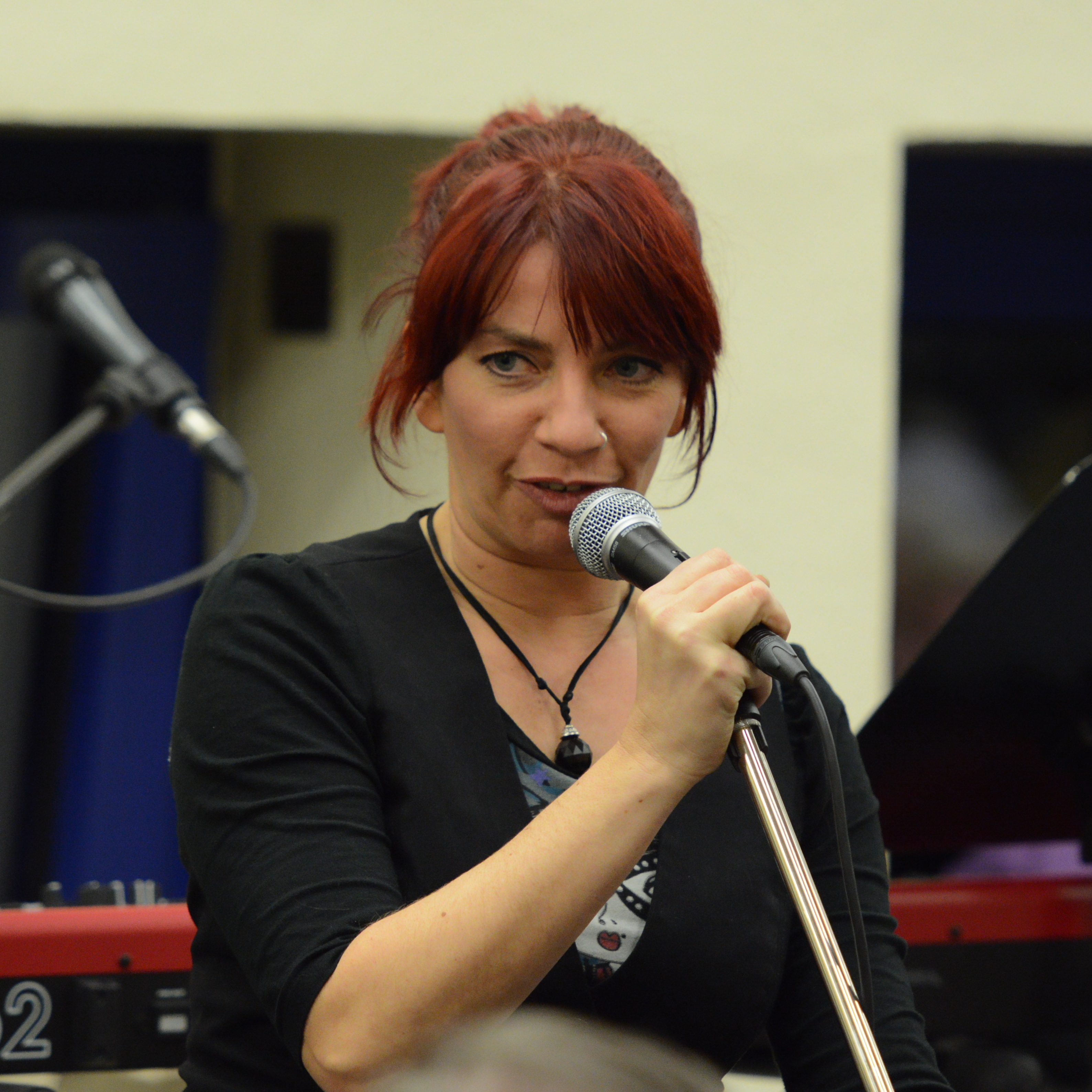
Dagmar Schönleber (2013)

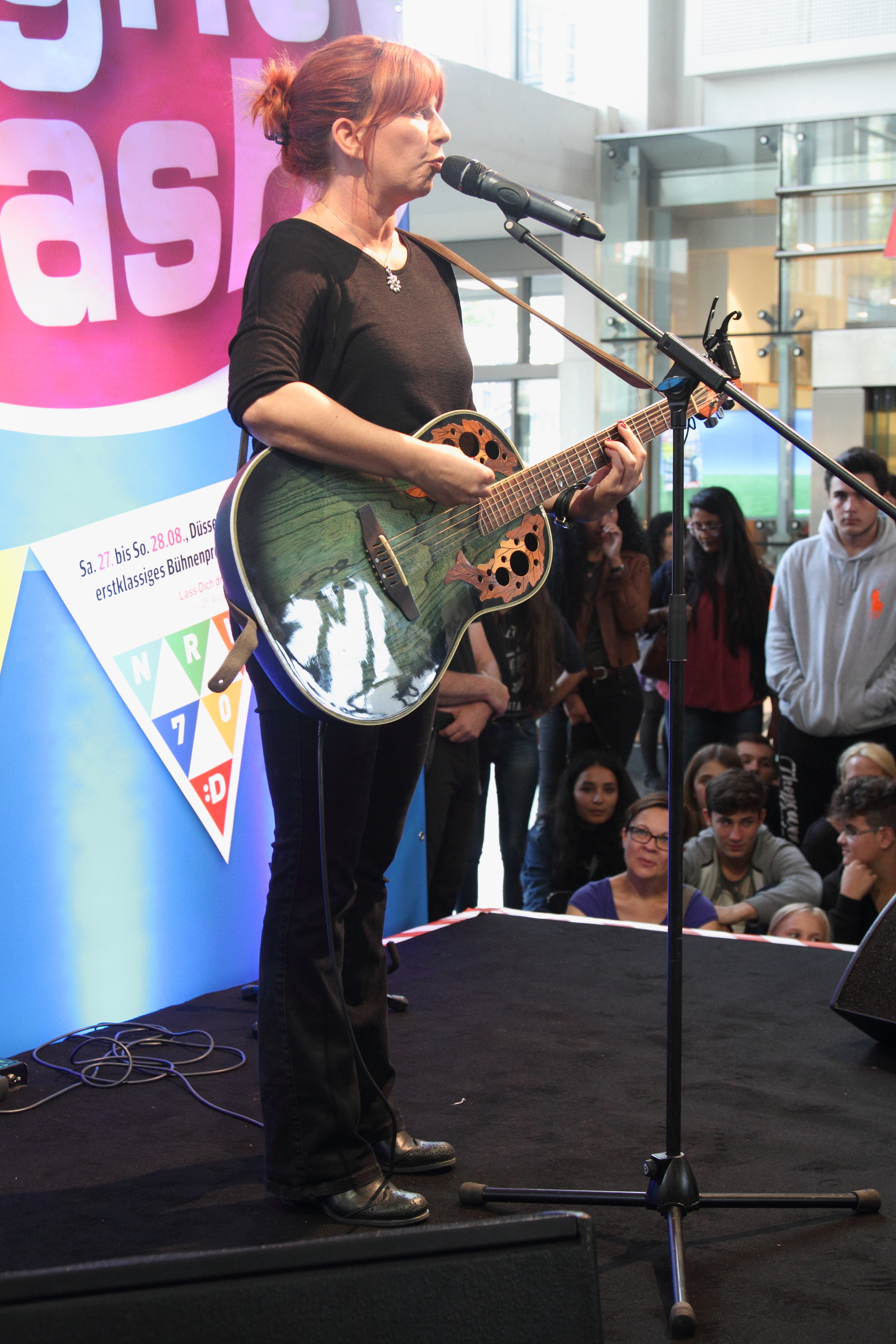
Dagmar Schönleber im August 2016

Dagmar Schönleber (* 22. Dezember 1973 in Lemgo, Nordrhein-Westfalen) ist eine deutsche Comedy-Darstellerin, Kabarettistin und freie Autorin.

## Leben
Nach dem Abitur 1993 diplomierte sie an der KFH Köln 1999 als Sozialarbeiterin. Im Mai 2001 hatte sie im Café Storch in Köln ihren ersten öffentlichen Auftritt.
Dagmar Schönleber siegte bei verschiedenen Poetry Slams und tourte mit einigen Solo-Programmen. Sie besuchte die Köln Comedy Schule, tritt regelmäßig im Ersten Kölner Wohnzimmertheater auf und beteiligt sich bundesweit an „Comedy mixed shows“, z. B. NightWash) und Lesungen (z. B. im Quatsch Comedy Club (Berlin), Comedy Club Kookaburra (Berlin), Schmidt Theater (Hamburg). Unter dem Titel „Wüst 'n' Rot“ tritt sie darüber hinaus zusammen mit ihrer Kollegin und Freundin Katinka Buddenkotte auf.
Regelmäßig war sie auch in der WDR-Sendung Stratmanns an der Seite von Gregor Mönter („Herr Trost“) in der Rolle des „Fräulein Schochz“ zu sehen.
Schönleber wurde 2003 mit dem Bielefelder Kabarettpreis und 2005 mit dem Kabarett-/Comedynachwuchs-Kleinkunstpreis Obernburger Mühlstein ausgezeichnet.
Seit 2014 spielt sie zusammen mit Anika Auweiler im Kölner Kabarett Klüngelpütz die jährlich neue Jahresendzeitrevue „Der Sack ist zu“.
2018 gründete sie zusammen mit Carmela de Feo und Patrizia Moresco die Sisters of Comedy GbR. Sie organisieren und koordinieren seitdem das jährlich am 12. November stattfindende, bundesweite Event, an dem gleichzeitig in zahlreichen Städten Frauen in Comedyshows auftreten, um ein Zeichen gegen Sexismus und Gewalt gegen Frauen zu setzen. Die Sisters sammeln in allen Shows jeweils Spenden für lokale Frauenhilfsprojekte.
Dagmar Schönleber war 2018 Teilnehmerin der Celler Schule.
2022 erhielt sie den Publikumspreis Spezialist 2021 und 2022.

## Veröffentlichungen
- Nackt im Bus – Melancholerische Großstadtgeschichten. ISBN 978-3-936819-26-7.
- Nur weil du in der Garage schläfst, bist du noch lange kein Porsche. Erzählungen. Muschel, Köln 2010, ISBN 978-3-936819-44-1.
- 40 Fieber. Satyr-Verlag, Berlin 2014, ISBN 978-3-944035-27-7.

## In Anthologien
- Lesungen auf dem Billardtisch. Eine Anthologie von Autorinnen und Autoren des etablierten Leseforums der Kölner Kneipe „Blue Shell“.
- Königsblut – American Bar. 2002, ISBN 3-936819-00-9.
- Laabs Kowalski (Hrsg.): Sonic Ballroom – Die Geschichte des besten Musikclubs der Welt. Muschel-Verlag, Köln 2009, ISBN 978-3-936819-28-1.

## Diskografie
- Schönes Leben (CD, 2004)
- Zwei wie ich (CD, 2007)
- Gutes Mädchen – böse Lieder (CD, 2012)